# Río Telejenel
El río Telejenel es un curso de agua de la cuenca hidrográfica del Danubio, afluente por la izquierda del Teleajen. Discurre por el sur de Rumanía, por el distrito de Prahova.

## Descripción
El río, que tiene su origen en los montes Ciucaș, termina por desembocar en la margen izquierda del río Teleajen, en los alrededores de Mâneciu-Ungureni, en el condado de Prahova, en un embalse construido en la década de 1980 junto a la localidad de Plaiețu.